# 入場税
入場税（にゅうじょうぜい）とは、映画、演劇、演芸、音楽、スポーツ、見せ物、競馬、競輪などの入場料金に課された、日本の租税であった。

## 概要
1938年4月1日、入場税法が公布された。
当初、国税として1940年から1948年まで課されていたが、1948年に地方税に移譲される。その後の1954年（5月13日公布）に、第一種の施設（映画館、劇場、演芸場、競馬場など）と第二種の施設（展覧会場、遊園地など）の部分は国税に再移譲されることとなったが、第三種の施設（ゴルフ場、パチンコ場、マージャン場、ビリヤード場など）の部分については、地方税として「娯楽施設利用税」に改組された。（1954年5月15日公布の入場譲与税法により10分の9を都道府県に譲与される。）
1989年（平成元年）4月1日の消費税導入を契機に、国税の入場税は廃止、地方税の娯楽施設利用税は、ゴルフ場の利用に限定し、ゴルフ場利用税として存続している。

## 詳細
入場料金を領収する者が納税者である。税率は個別の課税物件ごとに定められた。
映画2000円超、演劇等5000円超、競馬30円超の場合、税率10%。
1985年度における税収額は約50億円。

## 映画の入場税
- 1938年（昭和13年） - 日華事変に伴う大日本帝国の財源不足を補う目的で、地方税から国税に移管、観覧税から入場税へと名称変更も行われた[1][2]。税率10パーセント[1]。
- 1947年（昭和22年）
  - 4月1日 - 税率100パーセント[1]。
  - 12月1日 - 税率150パーセントに増税[1]。
- 1948年（昭和23年）
  - 8月1日 - 入場税の地方移譲[3]。
- 1950年（昭和25年）
  - 3月1日 - 映画、演劇、オペラについては税率150パーセントから100パーセントに減税。純音楽、展覧会については40パーセントに減税[4]。
  - 12月1日 - 入場税の滞納・脱税が多かったので、東京では票券（チケット）を当局が映画館に交付するようになる[5]。大阪は翌年8月1日から[5]。
- 1953年（昭和28年）1月 - 税率50パーセントに減税[6]。
- 1959年（昭和34年）8月 - 入場料金70円以下税率10パーセント、100円以下20パーセント、101円以上30パーセント[6]。
- 1962年（昭和37年）4月 - 一律10パーセントに減税[7]。
- 1973年（昭和48年） - 入場料金1000円以下5パーセントに減税[8]
- 1975年（昭和50年）4月 - 入場料金1500円まで無税、1500円超は税率10パーセント[6]。
- 1985年（昭和60年）4月 - 入場料金2000円まで無税に変更[6][9]。
- 1989年（平成元年）4月1日 - 消費税導入に伴い廃止される[6]。